# Cheshire Hall FC
Cheshire Hall FC ist ein 1999 gegründeter Amateurfußballverein von den Turks- und Caicosinseln.

## Geschichte
Cheshire Hall gewann 2012 die erste Meisterschaft und konnte der Titel 2013 erfolgreich verteidigen. Außerdem gewann man bisher zweimal den Pokal.

## Erfolge
Provo Premier League: (2)
Meister 2012, 2013
Presidents Cup: (2)
Sieger 2012, 2014